# Mário Peres Ulibarri
Mário Peres Ulibarri (portuguès: Marinho Peres)  (Sorocaba, 19 de març de 1947 - Sorocaba, 18 de setembre de 2023), més conegut com a Marinho Peres o Mário Marinho, fou un futbolista brasiler de la dècada de 1970 i entrenador de futbol.

## Trajectòria esportiva

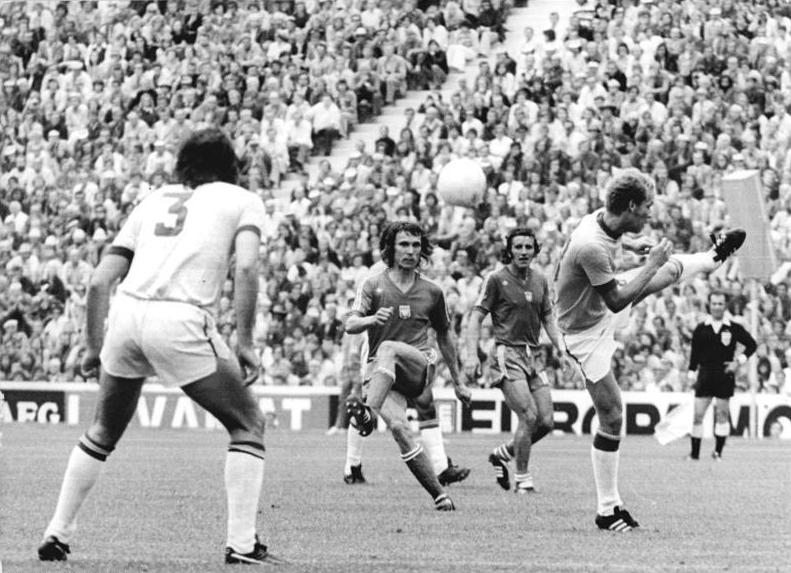
Polònia vs Brasil al Mundial 1974, amb Marinho Peres, Henryk Kasperczak, Adam Musiał i Ademir da Guia.

Jugava a la posició de defensa. Destacà a l'Associação Portuguesa de Desportos i al Santos Futebol Clube, durant la primera meitat dels 1970. El 1974 fou fitxat pel FC Barcelona on romangué dues temporades. En el seu retorn posterior al Brasil jugà al Sport Club Internacional. Fou el capità de la selecció brasilera de futbol al Mundial de 1974. Disputà un total de 15 partits amb la selecció brasilera (3 no oficials) i marcà un gol.
Posteriorment exercí d'entrenador, principalment al Brasil i a Portugal. Destacà als clubs Vitória de Guimarães, Os Belenenses, Sporting CP i Santos.
Mário va morir el 18 de setembre de 2023 als 76 anys a la ciutat de Sorocaba. L'exfutbolista tenia una salut precaria des del 2019, quan va patir un ictus i va ser hospitalitzat l'agost del 2023 amb pneumònia i complicacions cardíaques i renals i va ser intubat a la Unitat de Cures Intensives.

## Palmarès
Com a jugador
Santos
- Campionat paulista:
  - 1973

Sport Club Internacional
- Campionat brasiler de futbol:
  - 1976
- Campionat gaúcho:
  - 1976

Com a entrenador
Belenenses
- Copa portuguesa de futbol:
  - 1989

Botafogo
- Taça Guanabara:
  - 1997